# Harlekin
Harlekin (fra italiensk Arlecchino) er en af hovedpersonerne i klassisk commedia dell'arte med rødder i atellansk farce, opkaldt efter Atella ved Napoli og populær i Romerriget fra omkring 200 f.Kr. Det var lavkomik opført som maskespil med faste scener, intriger og personer. I fransk teater hedder Harlekin Crispin og i tysk Hanswurst.

## Etymologi
Munken Orderic Vitalis skrev en Historia ecclesiastica (1120-40) til sit normanniske Cluny-kloster. Her fortælles om en præst, der møder et optog af døde og tror det er "kong Herlas vilde jagt", familia Herlekini, det ældste eksempel på brug af det ord, der er blevet til "Harlekin".
Navnet kobles til den gammelfranske sagnskikkelse Herlequin eller Hellequin, leder for la maisnie Hellequin, en flok dæmoner til hest gennem natten. Det kan stamme fra germansk folketro om den vilde jagt, eller den gammelengelske Herla cyning (= kong Herla), en sagnfigur, der muligvis tilsvarede Woden, eller der Erlkönig (= alfekongen) fra Goethes digt. Iblandt identificeres han som den onde 800-tals greve Herrequin af Boulogne.

## Historie
I det første århundrede f.Kr. havde mimen fortrængt de andre dramatiske genrer i Romerriget, hvor tragedier og komedier jævnligt blev oplæst, men meget sjældent opført. Den romerske mime var af folkelig oprindelse. Favoritmotivet var hanrejen, hans utro kone og hendes elsker. Mimens popularitet skyldtes ikke mindst, at den kunne improviseres til en satirisk kommentar af tidens aktuelle spørgsmål. Skuespillerne bar ikke masker, da deres minespil var vigtigt for publikums forståelse. De havde heller ikke sko på, nok fordi dans og akrobatik var indslag i mange af forestillingerne. Den ene aktør bar centunculus, et antræk med lapper i ulige farver, der udviklede sig til romber og blev Harlekins attribut.
Harlekin var først den ret enfoldige, altid sultne zanno (= tjener) fra Bergamo, akrobatisk og geskæftig; men i 1570'erne blev italienske commedia dell'arte-trupper inviteret til det franske hof, og i Frankrig fik Harlekin en mere central rolle i stykkerne, mens andre masker forsvandt, og nye kom til. Harlekin fremstod nu i varierende skikkelser, fra kejser til tigger, men altid som en komisk og central figur. I 1697 blev truppen dog udvist fra Paris for at have fornærmet Ludvig 14.s veninde, og først i 1716 blev en ny trup budsendt. Nu var Harlekin-figuren også blevet udstyret med en dæmonisk halvmaske og et kort træsværd i bæltet. 
Som Pantalones hovedtjener indtager Harlekin satirikerens og parodikerens rolle i komedien. Som akrobat kaster han sig let ud af de mest brydsomme situationer. Hans dragt af rombiske rutemønstre kendetegnes af sin skarpe farvesammensætning af rødt, blåt og gult etc.

## Holbergs Harlekin
Da Holberg besøgte Paris i 1714, var der ingen fast italiensk teatertrup i byen. Men på markedspladser kunne commedia dell'arte stadig ses, og teaterformen genkendes også i Molières komedier. Komediesamlingen Le Théâtre Italien udgivet af Harlekin-udøveren Evariste Gherardi i 1694-97 tjente Holberg til inspiration, da han skrev for teatret i Lille Grønnegade. I hans stykke Mascarade (1724) er Henrik en typisk Harlekin, en tjener, der spinder sine intriger for at narre herskabet og hjælpe det unge par, Leander og Leonora. "Den listige Skielm, havde jeg kun ham først, thi han er Hiulet, som driver alting," siger rollefiguren Jeronimus om sin tjener Henrik. I Ulysses von Ithacia (1724) kaldes Harlekin for Chilian. At Holberg anser Chilian for en Harlekin-figur, fremkommer i Chilians direkte henvendelse til publikum til sidst, hvor han siger: "En Harleqvin man ogsaa seer, med Snak, der Herskab plager." I Første Levnedsbrev kalder Holberg selv Chilian for Harlekin. I Hexerie eller Blind Allarm (1723) møder vi Harlekin som Leander, leder for en skuespillertrup. I hans hus er en Harlekin malet på væggen. Leander mistænkes for at være en troldmand og fristes af økonomiske grunde til at leve op til sit rygte. Holberg refererer direkte til Gherardis komediesamling i Hexerie eller Blind Allarm, hvor Leanders tjener Henrik foreslår for truppen at spille komedien om dr. Baloardo fra "det Italienske Theatre". Handlingen i Hexerie eller Blind Allarm er henlagt til Thisted, hvor en djævlebesættelse angiveligt fandt sted i 1696-98, og Holberg latterliggør i stykket Thisteds befolkning.
I komedien De usynlige er Harlekin og Columbine hovedpersoner.